# Друга революція
Друга революція (кит.: 二次革命; піньїнь: èrcì gémìng) — громадянська війна в Китаї, що тривала в липні-вересні 1913 року, стала одним з етапів становлення Республіки Китай.

## Передумови
У 1911—1912 роках у Китаї відбулась Синьхайська революція, в результаті якої тимчасовим президентом став Юань Шикай. Однак насправді він сам бажав стати імператором, тому почав готуватись до знищення республіканців. Від квітня до серпня 1912 року Юань Шикай отримував від західних держав по 6 мільйонів юанів щомісячного за рахунок майбутнього «реорганізаційного займу»; ті кошти пішли на зміцнення Бейянської армії, на підкуп республіканців, які вагались (особливо командного складу південних військ), політиків і депутатів парламенту. Посилюючи міць Бейянської армії, Юань Шикай послідовно скорочував чисельність республіканських військ Півдня, й до березня 1913 року збройні сили провінцій Цзянсу, Аньхой, Цзянсі, Хунань і Сичуань втратили 16 дивізій.
Лідери лівих республіканців не заперечували проти розформування військ, набраних з ненавчених добровольців у період боротьби проти династії Цін, оскільки вважали, що, пожертвувавши таким «баластом», можна буде зберегти всі старі кадрові війська Наньяньської армії. Однак Юань Шикай в середині 1912 року усунув Хуан Сіна від посади командувача військами Півдня, зруйнувавши військову структуру лівих республіканців.
Лідери військових республіканців були військовими губернаторами в південних провінціях, зокрема у Цзянсі, Цзянсу, Аньхої й Гуандуні; до їхнього табору також схилялись і лідери провінцій Хунань, Фуцзянь і Сичуань. Юань Шикай зумів поступово схилити на свій бік губернаторів південно-західних провінцій Юньнань, Гуансі та Ґуйчжоу. Він поводив себе жорстко й реалістично, а ліві республіканці діяли так, ніби Китай уже став країною буржуазної законності й порядку.
Після перемоги Гоміньдану на парламентських виборах у лютому 1913 року її лідери, вирішивши, що відтоді влада належить їм законно, оголосили про формування власного однопартійного кабінету міністрів на чолі з Сун Цзяоженем. Успіх Гоміньдану на виборах налякав усі інші політичні та соціальні сили та спонукнув їх до об'єднання проти переможців, в результаті чого було створено партію Цзіньбудан, в якій Юань Шикай вбачав свою політичну опору.
В березні 1913 року за негласною вказівкою президента був убитий Сун Цзяожень. Лідери Гоміньдану, сподіваючись уникнути громадянської війни, обмежились лише висловленням словесного обурення з того приводу. На початку квітня Юань Шикай почав переводити Бейянську армію в стан підвищеної бойової готовності. Західні держави виділили на кабальних принизливих умовах «реорганізаційну позику» в розмірі 25 мільйонів фунтів стерлінгів. Умови спричинили обурення в парламенті, й міністри — ліві республіканці — подали у відставку на знак протесту. Юань Шикай скористався тим, щоб сформувати новий кабінет, що складався лише з вигідних йому людей.
Планомірно готуючись до громадянської війни, Юань Шикай провокував «лівих» виступити першими. Це дозволило б звинуватити Гоміньдан у «заколоті проти республіки» й надало б президенту «законне право» придушити бунт збройною силою. Щоб змусити «лівих» виступити першими, Юань Шикай позбавив Хуан Сіна звання генерала армії та зняв Лі Лецзюня, Бо Веньвея й Ху Ханьміня з постів губернаторів провінцій Цзянсі, Аньхой і Ґуандун відповідно. Потрапивши у безвихідь, «ліві» були змушені розпочати небажану для них громадянську війну.

## Перебіг подій
Фактично Гоміньдан контролював лише кілька міст у долині нижньої течії Янцзи. Вже за три дні після оголошення війни з боротьби випали провінції Аньхой, Ґуандун, Хунань і Фуцзянь. У гоміньданівців залишились тільки три армійських угруповання: в районі Цзюцзяна, навколо Нанкіна й у Шанхаї.
Найзапекліші бої розгорнулись у провінції Цзянсі за річковий порт Хукоу. Губернатор Лі Лецзюнь свого часу не дозволив скоротити основний контингент добровольців 1911 року, закупив за кордоном зброю та боєприпаси, й гарно підготувався до війни, що дозволило чинити стійкий опір військам генерала Дуань Чжигуя. Все ж за чотири дні місто здалось під ударами сил Півночі.
В Шанхаї гоміньданівські війська Чень Цімея безуспішно атакували Цзяннаньський арсенал, де їм довелось зіштовхнутись із військами запеклого монархіста Чжан Сюня. До 14 серпня бейянські війська за підтримки кораблів Великої Британії й Німеччини вибили лівих республіканців з усіх опорних пунктів Шанхая.
До середини серпня здався Наньчан. Провінції Фуцзянь і Хунань заявили про свою покору Пекіну й виступили проти гоміньданівців. Єдиним осередком спротиву залишався район Нанкіна; бої за столицю Півдня тривали понад десять днів. Однак 2 вересня війська Чжан Сюня захопили місто, розграбувавши та спаливши його.

## Наслідки
Після поразки Другої революції Сунь Ятсен емігрував до Японії. Перед Юань Шикаєм відкрився шлях до ствердження себе в ролі нічим не обмеженого диктатора, а в подальшому — монарха.